# ニトロ尿素
ニトロ尿素は、N-nitrourea、1-ニトロ尿素、およびN -nitrocarbamideとして知られる爆発性化合物。威力は合成ニトロ化の尿素又は脱水反応の硝酸尿素による。

## 概要

### 化学的特性
白色の結晶性粉末。水にわずかに溶ける。アルコール、アセトン、酢酸にも溶ける。

#### 物理性質
化学式CH3N3O3
- 融点 :158.5 ºⅭ
- 沸点 :197.01°C
- 比重(密度) :1.557±0.06 g/cm3
- 屈折率 :1.4451
- 酸解離定数(Pka):pK (20°) 2.15

ニトロ尿酸とは？
無色から白色の結晶性粉末固体。熱や衝撃にやや敏感です。非常に強力な爆発物。分解して有毒な窒素酸化物ガスを放出します。強烈な熱や火にさらされると爆発する可能性があります。主な危険は、飛んでいる発射体や破片ではなく、瞬間的な爆発を起こす
水との反応
加水分解は水中で起こります。
反応
爆発性の水銀または銀塩は熱と衝撃にかなり敏感ですが、純粋な材料ははるかに鈍感です。 N-ニトロカルバミドなどの有機硝酸化合物は、わずかな酸化剤から強い酸化剤までさまざまです。水素化物、硫化物、窒化物などの還元剤と混合すると、激しい反応が始まり、爆発に至る可能性があります。ニトロアルカンはより穏やかな酸化剤ですが、それでもより高い温度と圧力で還元剤と激しく反応します。ニトロアルカンは無機塩基と反応して爆発性の塩を形成します。金属酸化物の存在は、ニトロアルカンの熱感度を高めます
純化方法
EtOH /石油エーテルから結晶化します。真空で約50°乾燥させます。